# Parafia św. Józefa w Krupskim Młynie
Parafia Świętego Józefa w Krupskim Młynie należy do diecezji gliwickiej (dekanat Toszek).
Do parafii należą wierni z miejscowości: Krupski Młyn, Kanol i Ziętek.